# Fränkische Presse
Die Fränkische Presse war eine regionale Tageszeitung in Bayreuth. Sie existierte vom 18. Dezember 1945 bis zum 31. Dezember 1967. Gründer der Zeitung war der Verleger und SPD-Politiker Julius Steeger. Zum 2. Januar 1968 fusionierte sie mit dem Bayreuther Tagblatt zum Nordbayerischen Kurier.

## Vorgeschichte
Nach der Machtergreifung der Nationalsozialisten lichtete sich die Presselandschaft in der 1933 rund 37.000 Einwohner zählenden Stadt. Am 30. Juni 1942 musste sogar das „mit den Wölfen heulende“ (Zitat: Bernd Mayer) Bayreuther Tagblatt sein Erscheinen einstellen. Bis zum bitteren Ende blieb den Bayreuthern als Informationsquelle fortan nur noch das NS-Blatt Bayreuther Kurier.
Kurz vor dem Ende des Zweiten Weltkriegs besetzten am 14. April 1945 Soldaten der 14. US-Panzerdivision die Stadt. Bis zum Dezember jenes Jahres blieb Bayreuth ohne eine Tageszeitung. Ziel der alliierten Besatzer war die Zerschlagung des NS-staatlichen Propagandaapparats und Pressetrusts. Damit sollte der Grundstock für eine nachdrückliche Abwendung der Deutschen vom nazistischen Denken und Fühlen und die dauerhafte Etablierung einer demokratischen Kultur gelegt werden. In der am 17. Oktober 1945 in München erstmals herausgegebenen Neuen Zeitung machte der Militärgouverneur Dwight D. Eisenhower deutlich, was eine demokratische Zeitung auszeichne: Objektive Berichterstattung, bedingungslose Wahrheitsliebe und ein hohes journalistisches Niveau.
In den Westzonen drängten die US-Amerikaner auf die privatwirtschaftliche Verankerung des künftigen deutschen Zeitungswesens. Dauerhaft gewährleistet sollte die Unabhängigkeit der neuen Organe von staatlicher Einflussnahme sein. Lizenzen wurden an solche Deutsche vergeben, von denen man mit Sicherheit annehmen konnte, dass die entscheidenden Posten – Verleger, Herausgeber, Chefredakteur – in guten Händen waren. Voraussetzung für deren Vergabe war die erklärte Bereitschaft, am demokratischen Aufbau mitzuarbeiten. Eine Lizenz erhalten konnte nur, wer nicht Mitglied der NSDAP gewesen oder anderweitig belastet war. In Bayern ging die erste Lizenz an die Süddeutsche Zeitung, die am 6. Oktober 1945 erstmals erschien.

## Geschichte
Am 16. November 1945 gründete der gelernte Buchdrucker Steeger das Verlagshaus Steeger in Bayreuth mit dem Ziel, eine neue Zeitung für das östliche Oberfranken und Teile der nördlichen Oberpfalz herauszugeben. Für den Verlag und die Redaktion ließ der US-Militärgouverneur eine von seinen Truppen beschlagnahmte Baracke in der Richard-Wagner-Straße / Ecke Rathstraße räumen. Die erste Nummer der Fränkischen Presse erschien, als erste Bayreuther Tageszeitung nach dem Zweiten Weltkrieg, am 18. Dezember 1945. Mit den Sätzen „Die Nachrichten-Kontrolle der Militärregierung hat mit dem heutigen Tage die Lizenz für die Herausgabe der Fränkischen Presse erteilt. Damit enden für Bayreuth und für die Stadt- und Landkreise Eschenbach, Kemnath, Kulmbach, Kronach und Pegnitz die Monate ohne eigene Zeitung.“ stellte sich das Blatt, das die Lizenz Nummer 12 erhalten hatte, vor.
Zunächst gab es nur dienstags und freitags eine Ausgabe, gedruckt wurden sie bis April 1946 in Hof. Am 1. Februar 1946 ging in angemieteten Räumen in der Straße Schloßberglein die verlagseigene Druckerei in Betrieb, wo zunächst nur Formulare, Broschüren und Geschäftsdrucksachen hergestellt wurden. Die Redaktion zog im April 1946 in das benachbarte Gebäude Maximilianstraße 4 um. Am 25. September 1946 erhielt der aus der Emigration zurückgekehrte Walter Fischer von der US-Militärregierung die Zeitungslizenz Nr. 112 und trat als zweiter Lizenzträger in den Verlag ein. Als Chefredakteur und politischer Publizist schrieb er mehr als 2000 Leitartikel und prägte die Zeitung entscheidend. Ab 1947 nannte sich das Verlagshaus Fränkische Presse Druckerei und Verlag Julius Steeger und Co GmbH.
Noch im Mai 1949 war die damals dreimal pro Woche erscheinende Fränkische Presse die einzige Bayreuther Tageszeitung. Im Januar 1949 erschien erstmals die Beilage Heimatbote zur Pflege der Heimat- und Kulturgeschichte Oberfrankens und der Oberpfalz, in jenem Jahr bereits mit dreiundzwanzig Nummern. Im selben Jahr gab es im Lokalteil der Fränkischen Presse erstmals Beiträge in Mundart.
1949 erwarb die Fränkische Presse ein Grundstück auf dem Gelände der ehemaligen Mainkaserne unweit der Bahnhofstraße und errichtete dort in der heutigen Straße Am Jägerhaus ein neues Druckhaus, das am 16. Dezember 1950 in Betrieb genommen wurde. 1950 durfte auch die 1856 gegründete „bürgerliche Heimatzeitung“ Bayreuther Tagblatt wieder erscheinen, mit der die Fränkische Presse 1968 fusionieren sollte. Zunächst schienen sich die beiden Zeitungen aber „in unüberwindlicher Abneigung gegenüberzustehen, und der tägliche Konkurrenzkampf wurde nicht ohne Gift und Galle ausgetragen“.
Die verbreitete Auflage der Fränkischen Presse betrug im 4. Quartal 1957 34.068 Exemplare (verkaufte Auflage: 30.458), von denen 29.462 an Abonnenten ausgeliefert wurden. 1964 war die verkaufte Auflage auf 23.300 Exemplare gefallen. In jenem Jahr verkaufte Julius Steegers Sohn August seine Anteile an den Coburger Verleger Willi Kurtz.
Mitverleger Kurtz ging 1964 ein Treuhandverhältnis mit der SPD ein. 1967 drohten die beiden Tageszeitungen von einem großen überregionalen Blatt aufgekauft zu werden. In dieser Situation entschlossen sich die Verleger Walter Fischer (Fränkische Presse) und Albert Ellwanger jr. (Bayreuther Tagblatt) zum Zusammenschluss ihrer bisher miteinander konkurrierenden Zeitungen. Seit dem 2. Januar 1968 erscheint statt ihrer die Tageszeitung Nordbayerischer Kurier.

## Redaktion
Zu den Redakteuren der Fränkischen Presse gehörten u. a. Manfred Eger, Hans Lübeck und Jochen Waldmann.